# Cribbea reticulata
Cribbea reticulata är en svampart som först beskrevs av Cribb, och fick sitt nu gällande namn av A.H. Sm. & D.A. Reid 1962. Cribbea reticulata ingår i släktet Cribbea och familjen spindlingar.   Inga underarter finns listade i Catalogue of Life.